# Guan Hanqing

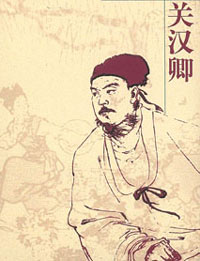
Guan Hanqing

Guan Hanqing (Chino tradicional: 關漢卿, Chino simplificado: 关汉卿) fue un escritor chino del siglo XIII, de la Dinastía Yuan. Autor de múltiples y variadas composiciones (雜劇).

## Biografía
Nació en la ciudad capital de la Dinastía Yuan, Dadu. Destacó como profesional del teatro chino de la Dinastía Yuan, como autor y actor. Obtuvo el título de médico en Pekín; rehusó trabajar con los mongoles, aunque le prometieron riquezas y fama. Se le considera uno de los Cuatro Grandes Dramaturgos Yuan
. Escribió alrededor de unas 65 obras de teatro, la mayoría de ellas en chino vernáculo de la época, catorce de las cuales han sobrevivido hasta nuestros días.
Entre sus temas favoritos se encontraban la opresión de los mongoles, la injusticia o la humillante posición de las mujeres en la sociedad de la época.
Su drama más célebre es La injusticia sufrida por la Señora Dou de la que todavía se representa una adaptación bajo el nombre de Nieve en junio（六月雪）.

## Obras
- La injusticia sufrida por la Señora Dou o La injusticia sufrida por Dou E (竇娥冤 Dou E Yuan)
- Salvando a la prostituta o Saving the Dusty-windy ( 救風塵 Jiu Fengchang)
- La conferencia de un único Dao o Reuniéndose con los enemigos sólo (單刀會 Dandao Wei)
- El pabellón del culto a la luna (拜月亭 Baiyue Ting)
- Nieve en el solsticio de verano o Nieve en junio（六月雪）
- El delatador de esposas o The Wife-Snatcher (包待制智斬魯齋郎 Bāo Dài Zhì Zhì Zhǎn Lǔ Zhāi Láng)
- El pabellón de la ribera o The Riverside Pavilion (望江亭中秋切膾旦 Wàng Jiāng Tíng Zhōng Qiū Qiē Kuài Dàn)
- El soporte de espejo de jade o The Jade Mirror-Stand (溫太真玉鏡臺 Wēn Tài Zhēn Yù Jìng Tái)
- La muerte de Li Cunxiao o The death of Li Cunxiao (鄧夫人苦痛哭存孝 Dèng Fū Rén Kǔ Tòng Kū Cún Xiào)